# 태풍태양
《태풍태양》(The Aggressives)은 2005년 6월 2일에 개봉한 대한민국의 영화이다. 정재은 감독의 작품으로 천정명, 김강우, 이천희, 조이진, 온주완 등이 출연했다. 인라인 스케이트를 배우며 겪는 젊은이들의 이야기로 로맨스, 멜로, 스포츠 영화이다.

## 캐스팅
- 김강우 - 모기 역
- 천정명 - 소요 역
- 이천희 - 갑바 역
- 조이진 - 한주 역
- 김상혁 - 폼생폼사 가이 깡맨 역
- 온주완 - 바람둥이 쨍 역
- 장지훈 - 단태 역
- 김바름 - 아루 역
- 김교현 - 지로 역
- 이유정 - 민지 역
- 이주석 - 소요 아버지 역
- 오정원 - 소요 어머니 역
- 백종학 - CF 감독 역
- 최진호 - CF PD 역
- 문재원 - CF 조감독 역
- 김도형 - 바울 역
- 김동원 - 승교 역
- 조문의 - 교사 역
- 김경수 - 아루 아버지 역
- 류성훈 - 사채 건달들 역

## 수상
- 제26회 청룡영화상 (2005) 남자신인상: 천정명
- 제6회 부산영화평론가협회상 (2005) 신인남우상: 천정명,김강우
- 제8회 디렉터스 컷 시상식 (2005) : 올해의 새로운 여자배우상 - 조이진